# Sainte-Geneviève-des-Bois (Essonne)
Sainte-Geneviève-des-Bois é uma comuna francesa na região administrativa da Ilha-de-França, no departamento de Essonne. Estende-se por uma área de 9,27 km². Em 2010 a comuna tinha 34 195 habitantes.

## Toponímia
Atestada nas formas Sicuii villare no século X, Sancta Genovefa em ll05, Sancta Genovefa de Nemore em 1209.
De acordo com a lenda, em 448, santa Genoveva teria feito jorrar uma fonte milagrosa na caverna que porta hoje seu nome, dando o nome à aldeia localizada nas proximidades. A adição do sufixo "des bois" ("dos bosques") se fez mais tarde para diferenciar a paróquia de outras Sainte-Geneviève na França, em referência aos bosques numerosos no território, incluindo os bois de Sequigny des Roches et des Trous subsistentes hoje. O nome de Sequigny é em si uma alteração do nome latino Sicnii villare, fazendo referência a uma villa rustica onde se praticava o corte das árvores. Durante a Revolução Francesa, a comuna tomou o nome de Colbert-la-Réunion mas foi oficialmente nomeada no Bulletin des lois de 1793 sob o nome de Sainte-Geneviève-des-Bois.

## Geminação
Sainte-Geneviève-des-Bois desenvolveu associações de geminação ou de parceria com:
- Penafiel (Portugal), desde 1999, localizada a 1 173 quilômetros[5] ;
- Obertshausen (Alemanha), desde 1971, em alemão Obertshausen, localizada a 500 quilômetros[6] ;
- Mikołów (Polônia).